# Казімеж Плятер
Казімеж Платер (пол. Kazimierz Broël-Plater, 3 березня 1915, Вільнюс — 30 квітня 2004, Варшава) – польський шахіст, міжнародний майстер від 1950 року.

## Біографія
Походив з давньої шляхетської родини Броелів-Плятерів. Народився у фамільному маєтку Вєпри (пол. Wieprzy, поблизу Вільни). З дитинства грав у шахи з батьком. У 16 років переміг на гімназійному чемпіонаті, це заохотило Казімєжа до вступу в Вільненський шаховий клуб. 1934 переїхав до Варшави й долучився до шахового життя міжвоєнної Польщі. Здобув реноме одного з найталановитіших молодих шахістів. Після перемоги в чемпіонаті варшавської округи Польська шахова федерація кваліфікувала його на відбірковий турнір, що мав визначити склад шахової збірної країни на домашній Олімпіаді 1935. Хоча й посів 11-те (з 14 учасників) місце, ці змагання в Лодзі стали першим великим турніром 20-річного шахіста. Львівський часопис «Szachista» (№ 4, 1935, стор. 53) так прокоментував його виступ: 
Граф Плятер — тип джентльмена за шахівницею. Слабка фізична форма підвела відмінний комбінаційний талант. Гра з фантазією. Досвід і витривалість прийдуть з часом… (пол. ...Hrabia Plater, typ gentlemana przy szachownicy. Słabej kondycji fizycznej, zdradza talent kombinacyjny pierwszorzędny. Gra z fantazją. Rutyna i wytrzymałość przyjdą z czasem...)
У другій половині 1930-х мусив перервати шахові виступи спершу задля завершення навчання, згодом через військову службу. Перерву подовжила II світова війна. Після її завершення Платер належав до провідних шахістів ПНР, представляючи країну на міжнародних змаганнях та зональних турнірах. 1947 вперше зіграв міжнародний турнір, на якому зустрівся з Василем Смисловим, Ісааком Болеславським, Людеком Пахманом, Светозаром Глігоричем. Перемога над Болеславським у цьому турнірі стала першою повоєнною звитягою поляків у грі з провідними радянськими шахістами.
У 1946—1964 Казімеж Платер- 12-разовий фіналіст чемпіонатів Польщі, володар шести нагород: 3 золотих (1949, 1956, 1957), 2 срібних (1950, 1963) i 1 бронзової (1946). Учасник трьох Шахових олімпіад (1952 в Гельсінкі, 1956 в Москві і 1960 в Лейпцизі 1960), здобув 14½ пунктів у 35 партіях.
1950 ФІДЕ надала Казімєжові титул міжнародного майстра.
Від 1965 припинив турнірні виступи. Був знаним шаховим інструктором та тренером, автором теоретичних статей у місячнику «Шахи».